# Ceiba (Porto Rico)
Pour les articles homonymes, voir Ceiba.
La municipalité de Ceiba, sur l'ile de Porto Rico (Code International : PR.CB) couvre une superficie de 70 km² et regroupe 11 307 habitants en 2020.

## Personnalités liées à la ville
- Felisa Rincón de Gautier, maire de San Juan (Porto Rico) de 1946 à 1968, y est née.